# Groß Köris
Groß Köris település Németországban, azon belül Brandenburgban. Lakosainak száma 2489 fő (2023. december 31.). Groß Köris Mittenwalde, Bestensee, Heidesee, Märkisch Buchholz és Münchehofe községekkel határos.

## Népesség
A település népességének változása:
| Lakosok száma | 2294 | 2338 | 2366 | 2469 | 2489 |
|               | 2017 | 2019 | 2021 | 2022 | 2023 |